# Mimawarigumi
Mimawarigumi (jap. 京都見廻組 Kyōto Mimawarigumi) – specjalny oddział policyjny w ostatnim okresie siogunatu Tokugawa stworzony do walki z przestępczością w Kioto.
W wyniku zakończenia polityki izolacji, sytuacja w Japonii stała się bardzo napięta. Wielu rōninów oraz daimyō z zachodnich hanów przebywających w Kioto dokonywało prób przekonania rodziny cesarskiej do przeciwstawienia się siogunatowi w ramach ruchu sonnō-jōi („Czcić cesarza, wypędzić barbarzyńców”).
W 1864 roku urzędnik siogunatu Katamori Matsudaira zezwolił na utworzenie grupy sił policyjnych w liczbie 200 samurajów, podzielonych na dwa oddziały, których oficjalnym zadaniem było utrzymanie porządku w Kioto. Kwaterą główną grupy stał się zamek Nijō-jō.
Obowiązki Mimawarigumi były w założeniach niemal identyczne, jak bardziej znanego Shinsengumi.
W przeciwieństwie do Shinsengumi, Mimawarigumi składał się z samurajów z elitarnych rodzin bezpośrednich wasali (hatamoto) sioguna. Przez wysoki status społeczny, Mimawarigumi został przydzielony pierwotnie do obrony pałacu cesarskiego oraz terenów otaczających zamek Nijō.
Mimawarigumi został oficjalnie rozwiązany z chwilą abdykacji ostatniego sioguna Yoshinobu Tokugawy 9 listopada 1867 roku, jednak grupa dalej sprawowała swoje funkcje jako nieoficjalna jednostka wojskowa w wojnie boshin podczas restauracji Meiji.
W 1870 roku byli członkowie Mimawarigumi, z Tadasaburō Sasakim i Nobuo Imai na czele, przyznali się przed sądem wojskowym do zamordowania Ryōmy Sakamoto w 1867 roku, chociaż prawdziwość tego wyznania pozostaje kwestią dyskusji historycznej.